# Фотовозможность
Фотовозможность (англ. полит. жарг. photo opportunity  или photo opp или же англ. photo op) — удобный момент для фотосъемки или позирования перед камерой политика или знаменитости в выигрышной позе или на значимом мероприятии. Среди любительских фотографов термин используется для описания любой возможности сделать хороший снимок.

## Этимология
Происхождение термина связано с администрацией Президента Ричарда Никсона. Уильям Сафир относит этимологию термина Брюсу Велихану, помощнику пресс-секретаря Рона Зиглера. Зиглер приказал: «Пусть зайдут сфотографируют», а Велихан покорно объявил пресс-центру Белого дома: «У вас есть фотовозможность в Овальном кабинете».
Термин обрел негативную окраску для описания случаев, относящихся к тщательно спланированным псевдомероприятиям, замаскированным под новости. Он ассоциируется с политиками, участвующими в озеленении города, сборе мусора или посещениях домов престарелых, зачастую во время предвыборной гонки, с намерением попасть на кадры, могущие вызвать позитивное паблисити.

## Практика использования
Стандартные фотовозможности: когда участники саммитов выходят из своих машин, пожимают руки или целуются, когда подписывают документ. Формальные, заранее спланированные фотосессии в Белом доме уходят корнями в 1930-е, когда пресс-секретарь Франклина Рузвельта советовал фотографам избегать съемок президента в инвалидном кресле.
Другое использование термина относится к заранее подготовленной возможности сделать снимок в памятной обстановке, например в парке развлечений, в зоопарке, после шоу и т. д.